# Atypophthalmus (Microlimonia) machidai
Atypophthalmus (Microlimonia) machidai is een tweevleugelige uit de familie steltmuggen (Limoniidae). De soort komt voor in het Palearctisch en Oriëntaals gebied.